# Isochariesthes breuningi
Isochariesthes breuningi es una especie de escarabajo longicornio del género Isochariesthes, tribu Tragocephalini, subfamilia Lamiinae. Fue descrita científicamente por Gilmour en 1954.
Se distribuye por República Sudafricana. Mide aproximadamente 10,5 milímetros de longitud. El período de vuelo ocurre en el mes de noviembre.